# Championnat du monde side-car
Le championnat du monde FIM de Sidecar (FIM Sidecar World Championship) est le championnat international de vitesse de side-car. Il a été renommé « Superside » lorsque les side-cars ont quitté le cadre des Grands Prix moto pour devenir une discipline de complément du championnat du monde de Superbike. En 2010 la Fédération internationale de motocyclisme (FIM) a repris l'organisation des courses et le championnat a été baptisé « Championnat du monde FIM de Sidecar ».
Le championnat est disputé sur plusieurs épreuves, neuf en 2016, toutes en Europe: une en France (Le Mans), deux en Croatie (Grobnic),deux en Hongrie (Sárvár), deux en Allemagne (Oschersleben), une aux Pays-Bas (Assen) et une en Angleterre (Donington). Au cours des années, des courses ont également eu lieu aux États-Unis (Laguna Seca), en Afrique du Sud (Kyalami) et en Australie (Phillip Island).
La manche du MotoGP 2010 au Sachsenring et du Bol d'or à Magny-Cours furent l'occasion de courses du championnat side-car.

## Historique

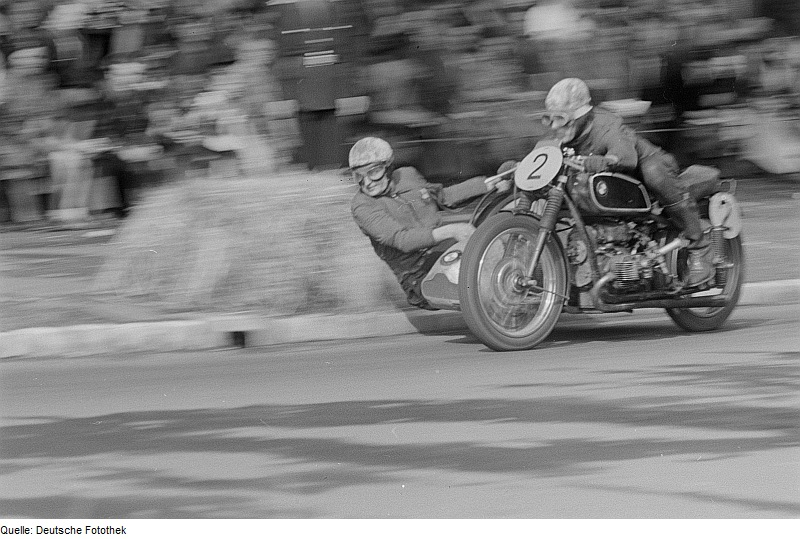
Un side-car de compétition BMW de 1953.

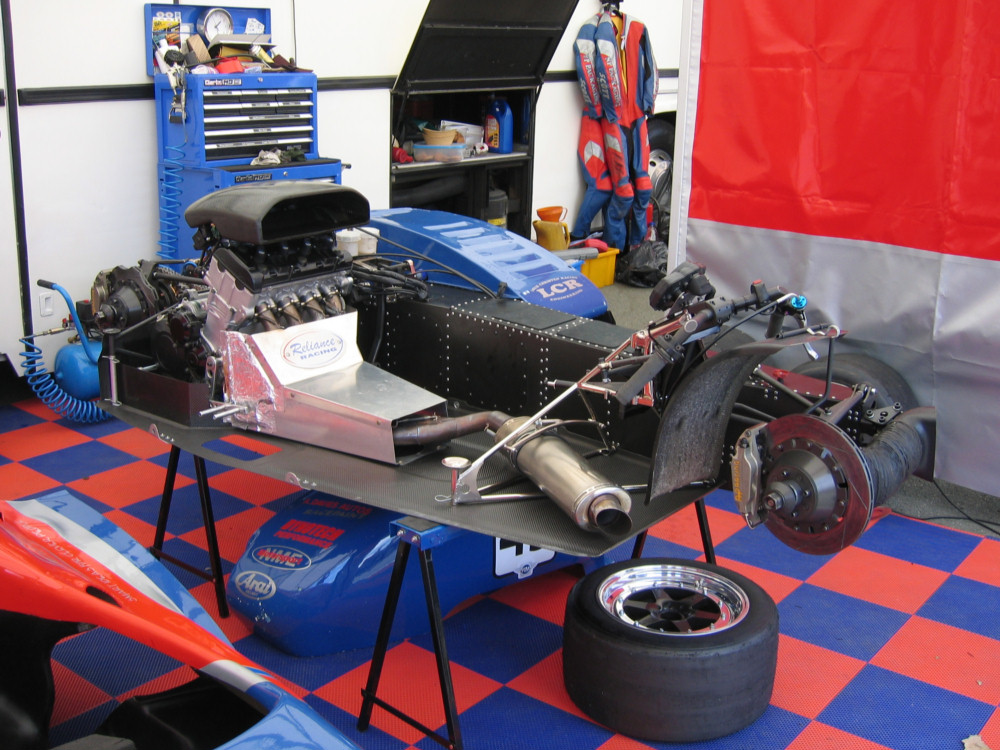
Side-car LCR dans le paddock (2008).

Jusqu'en 1977, les side-cars de vitesse étaient quasiment identiques à ceux qui circulaient sur les routes. L'attelage traditionnel en course était composé d'un side-car de route sans le panier mais avec une suspension abaissée. Le réservoir d’essence et la batterie pouvaient être placé entre la moto et la plateforme ou sur la plateforme afin d’abaisser le centre de gravité de l’attelage. 
Après les quelques victoires, dans l'immédiat après-guerre, d'attelages propulsés par le moteur monocylindre 500 cm3 Norton Manx, le bicylindre à plat BMW Rennsport à double arbre à cames en tête domina outrageusement la catégorie dans les années 1960 et 1970. Son emploi sur une moto solo était problématique en raison du couple de renversement dû au vilebrequin longitudinal et aux cylindres proéminents qui empêchaient de prendre de l'angle dans les virages, au point que même le grand Geoffrey Duke ne put mener à la victoire cette machine pourtant très puissante. Ces inconvénients devenaient des avantages pour l'usage sur un sidecar surbaissé (surnommé « basset ») avec un centre de gravité bas et moteur plat, transmission par cardan robuste et adapté. On autorisera plus tard le châssis de la plateforme à n'être pas seulement rattaché à celui de la moto, mais aussi à ne faire qu'un avec lui (mono-châssis). Pour le reste l'équipement de base du side-car de vitesse dérivait de celui d’un side-car de route.
Les premiers moteurs deux-temps à contester la suprématie du BMW Rennsport furent des moteurs de bateau hors-bord : le trois-cylindres suédois Monark-Crescent du Suisse Rudi Kurth, puis le quatre-cylindres à plat König à distributeur rotatif. Très légers et puissants, ces moteurs souffraient de deux défauts : un refroidissement insuffisant (un moteur hors-bord est en circuit ouvert sur l'eau de mer qui dépasse rarement 20 °C) et la boîte de vitesses : les moteurs marins en étant dépourvus, il fallut adapter l'antique boîte séparée à quatre vitesses de la Norton Commando, modifiée en cinq ou six vitesses par le spécialiste Rod Quaife, mais elle digérait difficilement le surcroît de puissance par rapport à la moto d'origine. Par la suite le pilote français Alain Michel adapta sur sa machine un bloc-moteur Yamaha OW31 quatre-cylindres 2-temps conçu dès le départ comme propulseur de moto avec une boîte de vitesses intégrée.
Les premières innovations fondamentales côté châssis viendront de Suisse : Hermann Schmidt, Eric Vuagnaz (Seymaz) et Louis Christen (LCR). Au début des années 1970, le pilote ingénieur Rudi Kurth réalisa un sidecar très bas et très profilé, avec un châssis poutre en inox, très proche de la technique des voitures de course monoplace et proto. Avec des roues de 10 pouces et les premiers Dunlop Racing à plat (environ 15 cm).
En 1977, George O'Dell gagne le championnat en utilisant deux side-cars : le Windle en alternance avec l'ancien et dernier châssis Seymaz de Rolf Biland (1976). En 1977 le premier Seymaz à deux roues directionnelles (+ barre anti-roulis) est mis à la disposition d'un nouveau pilote suisse : Jean-François Monnin. Ce Seymaz gagne à Laguna Seca devant Steinhausen, le champion 1975 et 1976, et O'Dell, qui aura un grave accident aux essais.
En 1978, le Suisse Rolf Biland gagne le championnat en utilisant un side-car BEO construit sur le principe des monoplaces de Formule 1 : un châssis poutre et un moteur arrière. Deux roues motrices (principe de différentiel Porsche) et son passager Ken Williams est assis dans un baquet. Seymaz vendra près de dix side-cars à deux roues directionnelles pour cette année 1978. Pour faire place aux innovations techniques, la FIM décide pour 1979 de diviser la catégorie side-car en deux : B2A, pour les châssis traditionnels et B2B pour les prototypes.
En 1979, le championnat B2B est remporté par Bruno Holzer sur un châssis LCR. Cette saison avec deux catégories sonne le glas financier de grands pilotes, comme Hermann Schmidt et J.-F. Monnin. La conduite de ces nouveaux engins s'apparente désormais à celle d'une monoplace. À bord d'un side-car de course BEO ou LCR, plus besoin des acrobaties du passager car ces châssis sont « neutres ».
En 1980 toutefois, la FIM interdit tous les prototypes, invoquant les coûts de développement en constante augmentation, le rôle passif du passager et la crainte que les side-cars n'aient finalement plus aucun rapport avec des motos. Mais un an plus tard, en 1981, devant les protestations des concurrents, la FIM revient sur cette décision et autorise de nouveau les prototypes avec les restrictions suivantes :
- Un side-car doit rester un véhicule propulsé par la roue arrière seule (roue du panier non motrice) ;
- Seule la roue avant peut être directrice et doit être commandée par un guidon ;
- Le passager doit être actif dans la conduite de l’engin ;
- La position des roues peut déterminer trois traces à condition que celle de la roue arrière et celle de la roue avant ne soient pas espacées de plus de 75 mm de chaque côté, ce qui exclut les véhicules de type trikes ou cyclecars.

Ces règles sont en grande partie encore en vigueur de nos jours, à l’exception d’aménagements dans les années 1990 qui ont autorisé des suspensions de type automobile pour la roue avant. Un équipage ne respectant pas ces règles peut participer à la compétition, mais sans que son classement soit enregistré par la FIM. Ce fut le cas en 1998 de l'équipage Jürg Egli/Markus Bösiger, ce dernier restant en position assise dans le panier.

Différents side-cars de compétition
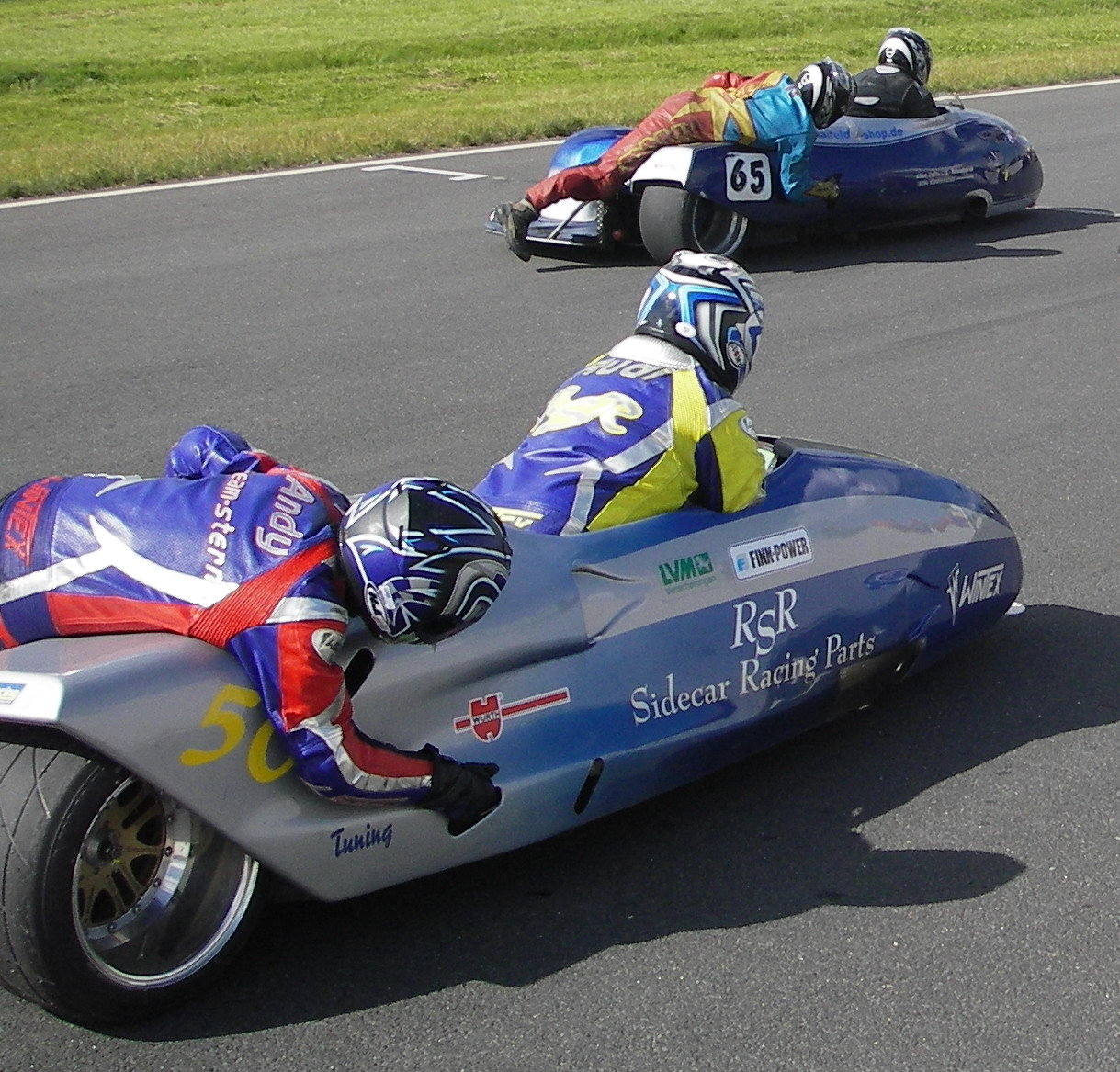
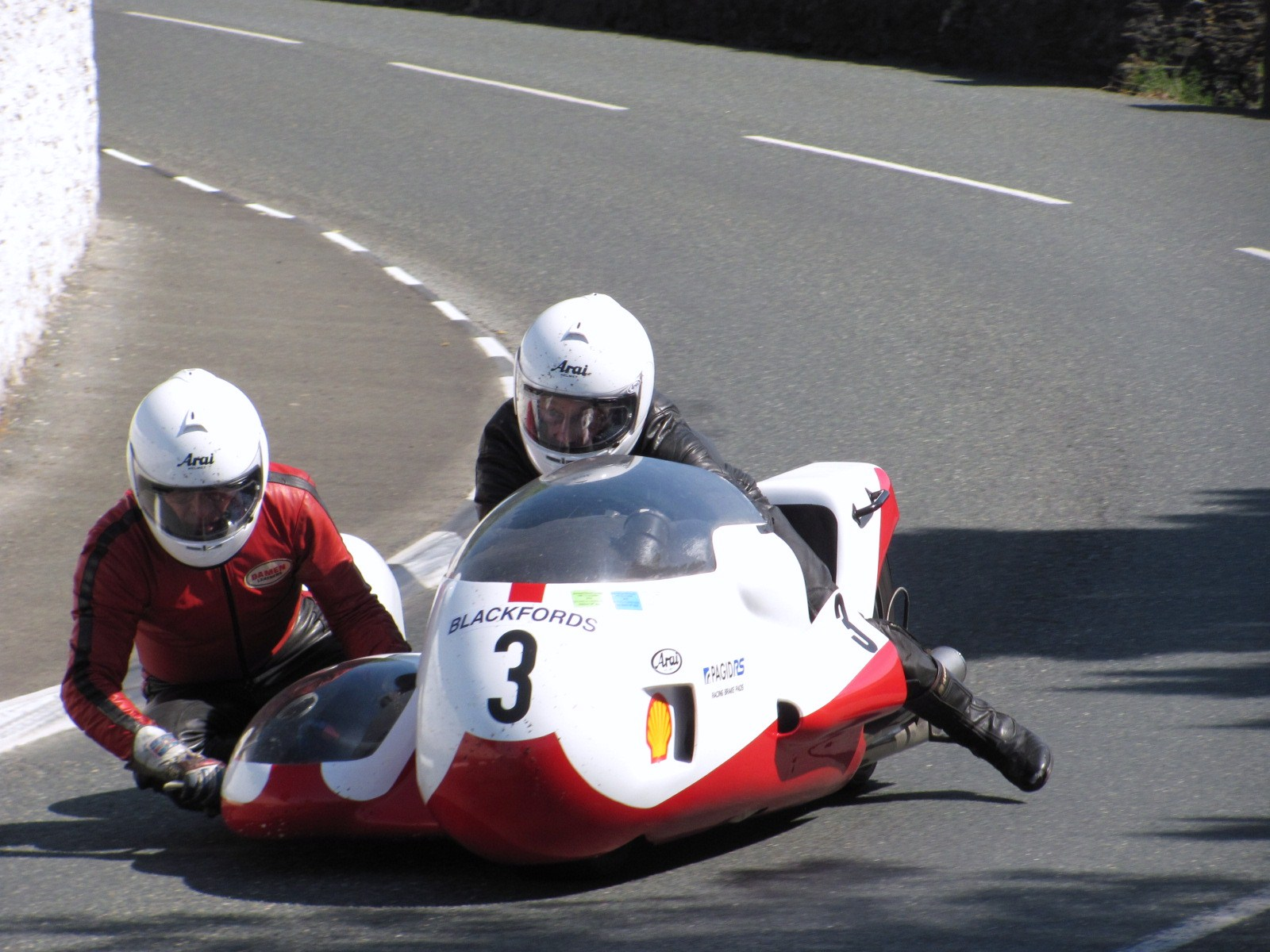
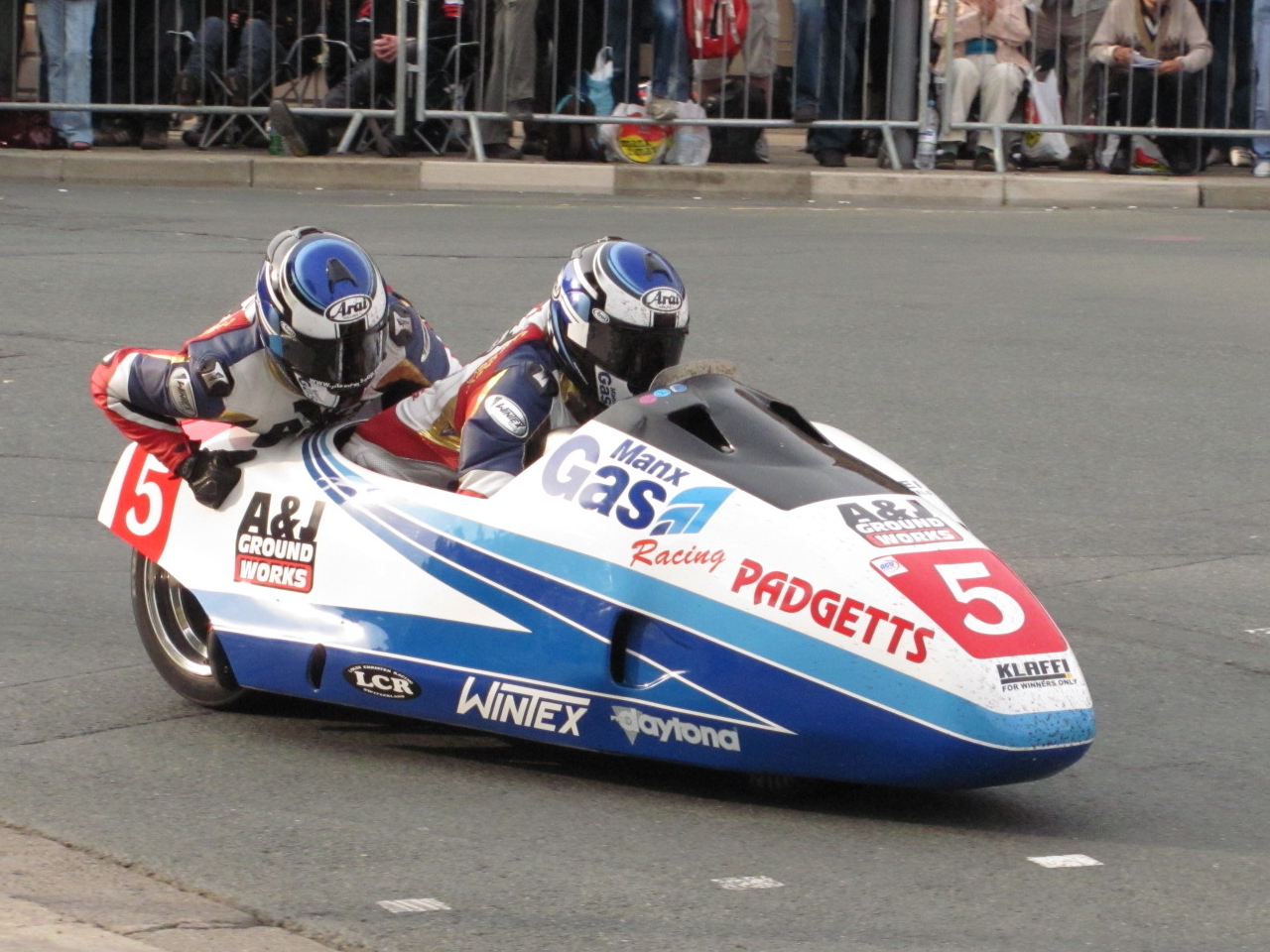
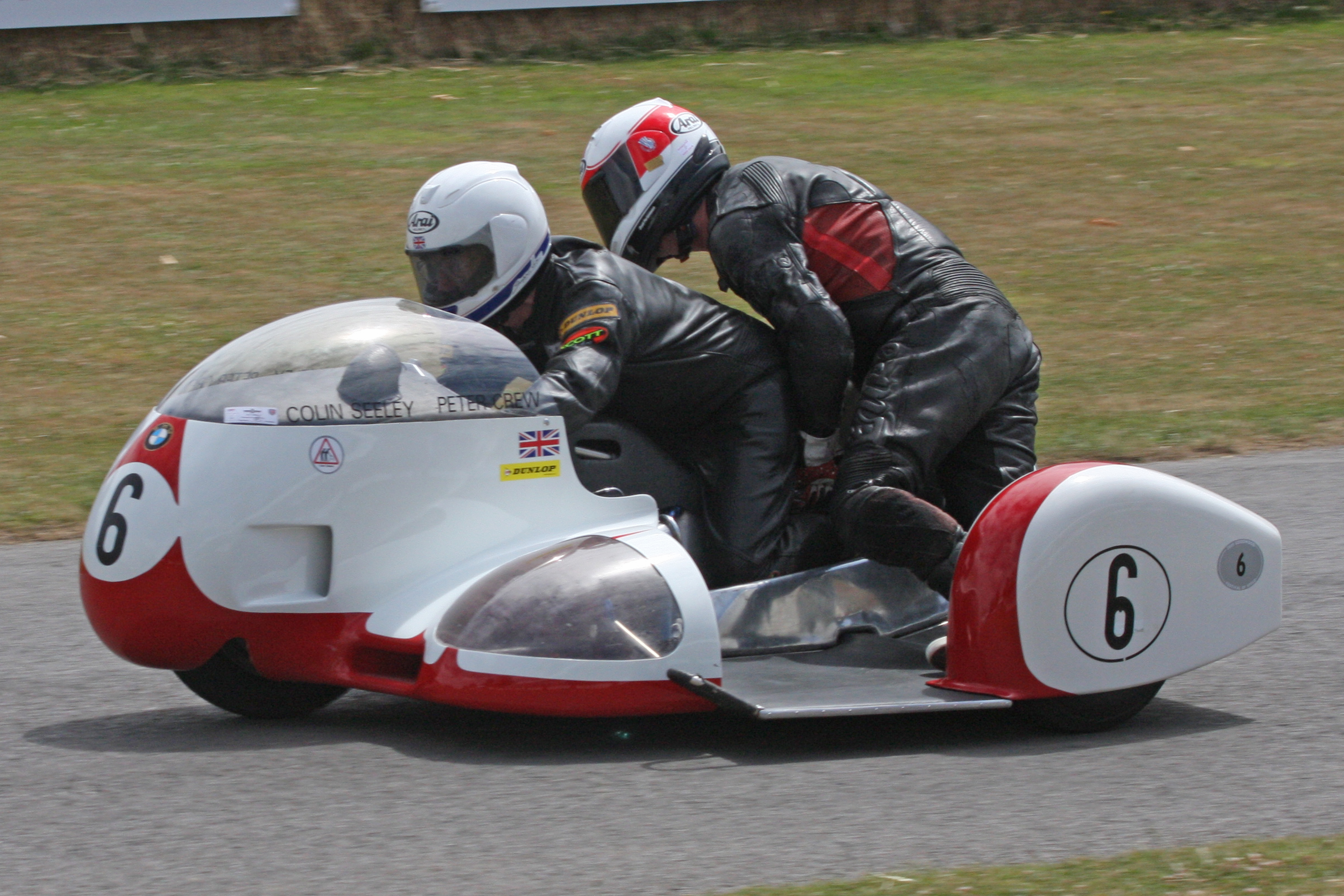

### Équipages mixtes
Alors que les pilotes féminines ont été plus ou moins découragées de participer aux Grands Prix moto solo comptant pour le championnat du monde (rare exception, la participation de l'anglaise Beryl Swaim au Tourist Trophy de l'île de Man en catégorie 50 cm3, alors récemment introduite aux programme des Grands Prix) , elles ont été de tous temps autorisées à participer comme passagères au plus haut niveau en side-car. Il ne s'agit nullement d'un rôle de lest passif, le passager(e) devant se livrer à de véritables acrobaties à haute vitesse pour équilibrer la machine en se cramponnant à des poignées ou en faisant contrepoids comme sur un voilier léger.
Même si elles n'ont pas été très nombreuses à exercer le dangereux métier de « singe », on peut citer l'Allemande Ingeborg Stoll-Laforge, qui fut passagère de son propre père puis du Français Jacques Drion avec lequel elle partagea le succès (podiums et victoires en courses internationales dans les années 1950) et la mort (lors du GP de Tchécoslovaquie à Brno en 1958), ainsi que l'Anglaise Dane Rowe, équipière du pilote-ingénieur suisse Rudi Kurth qui innova dans les années 1970 avec un side-car très moderne, à châssis poutre, propulsé par un moteur deux-temps de hors bord suédois Crescent.

### Aujourd’hui
Aujourd'hui les side-cars qui courent en championnat du monde sont des machines modernes dont la technologie s’apparente à celle des monoplaces ; moteur arrière quatre-temps de plus de 740 cm3 jusqu’à 1 000 cm3, quatre cylindres maximum, châssis monopoutre, pneus larges de section rectangulaire,… les concepts de base étant toutefois inchangés depuis 1981.
Conformément au règlement FIM, le conducteur est placé devant le moteur, les mains près de la roue avant. Le passager se déplace sur la plate-forme transférant son poids de gauche à droite ou d'avant en arrière pour améliorer la traction et la vitesse de passage en courbe.

### Courses
Depuis 2005 les organisateurs ont créé un nouveau format dans lequel il y a maintenant deux types de courses.
- Course Gold : distance entre 70 et 85 km ;
- Course Sprint (en option) : distance entre 35 et 45 km.

## Vainqueurs des championnats mondiaux de side-car - FIM

### 1949 - 1996
| Saison     | Pilote            | Passager                         | Side                              | Constructeur |
| 600 cm3    | 600 cm3           | 600 cm3                          | 600 cm3                           | 600 cm3      |
| ---------- | ----------------- | -------------------------------- | --------------------------------- | ------------ |
| 1949       | Eric Oliver       | Denis Jenkinson                  | Norton Manx                       | Norton       |
| 1950       | Eric Oliver       | Lorenzo Dobelli                  | Norton Manx                       | Norton       |
| 500 cm3    |                   |                                  |                                   |              |
| 1951       | Eric Oliver       | Lorenzo Dobelli                  | Norton Manx                       | Norton       |
| 1952       | Cyril Smith       | Bob Clements Les Nutt            | Norton Manx                       | Norton       |
| 1953       | Eric Oliver       | Stanley Dibben                   | Norton Manx                       | Norton       |
| 1954       | Wilhelm Noll      | Fritz Cron                       | BMW R50/2                         | Norton       |
| 1955       | Willi Faust       | Karl Remmert                     | BMW R50/2                         | BMW          |
| 1956       | Wilhelm Noll      | Fritz Cron                       | BMW R50/2                         | BMW          |
| 1957       | Fritz Hillebrand  | Manfred Grunwal                  | BMW R50/2                         | BMW          |
| 1958       | Walter Schneider  | Hans Strauß                      | BMW R50/2                         | BMW          |
| 1959       | Walter Schneider  | Hans Strauß                      | BMW R50/2                         | BMW          |
| 1960       | Helmut Fath       | Alfred Wohlgemuth                | BMW R50/2                         | BMW          |
| 1961       | Max Deubel        | Emil Hörner                      | BMW R50/2                         | BMW          |
| 1962       | Max Deubel        | Emil Hörner                      | BMW R50/2                         | BMW          |
| 1963       | Max Deubel        | Emil Hörner*                     | BMW R50/2                         | BMW          |
| 1964       | Max Deubel        | Emil Hörner                      | BMW R50/2                         | BMW          |
| 1965       | Fritz Scheidegger | John Robinson                    | BMW R50/2                         | BMW          |
| 1966       | Fritz Scheidegger | John Robinson                    | BMW R50/2                         | BMW          |
| 1967       | Klaus Enders      | Ralf Engelhardt                  | BMW R50/2                         | BMW          |
| 1968       | Helmut Fath       | Wolfgang Kalauch                 | URS                               | Fath         |
| 1969       | Klaus Enders      | Ralf Engelhardt                  | BMW R50/2                         | BMW          |
| 1970       | Klaus Enders      | Ralf Engelhardt Wolfgang Kalauch | BMW R50/2                         | BMW          |
| 1971       | Horst Owesle      | Julius Kremer Peter Rutterford   | Münch-URS                         | Münch/Fath   |
| 1972       | Klaus Enders      | Ralf Engelhardt                  | BMW R50/2                         | BMW          |
| 1973       | Klaus Enders      | Ralf Engelhardt                  | BMW R50/2                         | BMW          |
| 1974       | Klaus Enders      | Ralf Engelhardt                  | Busch-BMW R50/2                   | Busch/BMW    |
| 1975       | Rolf Steinhausen  | Josef Huber                      | Busch-König                       | König        |
| 1976       | Rolf Steinhausen  | Josef Huber                      | Busch-König                       | König        |
| 1977       | George O'Dell     | Kenny Arthur Cliff Holland       | Windle-Yamaha Seymaz-Yamaha TZ500 | Yamaha       |
| 1978       | Rolf Biland       | Kenneth Williams                 | TTM-Yamaha TZ500 BEO-Yamaha TZ500 | Yamaha       |
| 1979 (B2A) | Rolf Biland       | Kurt Waltisperg                  | Schmid-Yamaha TZ500               | Yamaha       |
| 1979 (B2B) | Bruno Holzer      | Charlie Maierhans                | LCR-Yamaha TZ500                  | Yamaha       |
| 1980       | Jock Taylor       | Benga Johansson                  | Windle-Yamaha TZ500               | Yamaha       |
| 1981       | Rolf Biland       | Kurt Waltisperg                  | LCR-Yamaha TZ500                  | Yamaha       |
| 1982       | Werner Schwärzel  | Andreas Huber                    | Seymaz-Yamaha TZ500               | Yamaha       |
| 1983       | Rolf Biland       | Kurt Waltisperg                  | LCR-Yamaha TZ500                  | Yamaha       |
| 1984       | Egbert Streuer    | Bernard Schnieders               | LCR-Yamaha TZ500                  | Yamaha       |
| 1985       | Egbert Streuer    | Bernard Schnieders               | LCR-Yamaha TZ500                  | Yamaha       |
| 1986       | Egbert Streuer    | Bernard Schnieders               | LCR-Yamaha TZ500                  | Yamaha       |
| 1987       | Steve Webster     | Tony Hewitt                      | LCR-Krauser                       | Krauser      |
| 1988       | Steve Webster     | Tony Hewitt Gavin Simmons        | LCR-Krauser                       | Krauser      |
| 1989       | Steve Webster     | Tony Hewitt                      | LCR-Krauser                       | Krauser      |
| 1990       | Alain Michel      | Simon Birchall                   | LCR-Krauser                       | Krauser      |
| 1991       | Steve Webster     | Gavin Simmons                    | LCR-Krauser                       | Krauser      |
| 1992       | Rolf Biland       | Kurt Waltisperg                  | LCR-Krauser                       | Krauser      |
| 1993       | Rolf Biland       | Kurt Waltisperg                  | LCR-Krauser                       | Krauser      |
| 1994       | Rolf Biland       | Kurt Waltisperg                  | LCR-Swissauto V4                  | ADM          |
| 1995       | Darren Dixon      | Andy Hetherington                | Windle-ADM                        | ADM          |
| 1996       | Darren Dixon      | Andy Hetherington                | Windle-ADM                        | ADM          |

* Barry Dungsworth remplace Emil Hörner blessé, pour la course de l'Île de Man. L'équipage finit huitième et ne marque pas de point.

### À partir de 1997
| Saison                               | Pilote        | Passager      | Side                  |
| ------------------------------------ | ------------- | ------------- | --------------------- |
| 1997                                 | Steve Webster | David James   | LCR-ADM               |
| 500 cm3 2-temps ou 1 000 cm3 4-temps |               |               |                       |
| 1998                                 | Steve Webster | David James   | LCR-Honda             |
| 1999                                 | Steve Webster | David James   | LCR-Suzuki GSX-R 1000 |
| 2000                                 | Steve Webster | Paul Woodhead | LCR-Suzuki GSX-R 1000 |

| Saison            | Pilote            | Passager          | Side                  |
| 1 000 cm3 4-temps | 1 000 cm3 4-temps | 1 000 cm3 4-temps | 1 000 cm3 4-temps     |
| ----------------- | ----------------- | ----------------- | --------------------- |
| 2001              | Klaus Klaffenböck | Christian Parzer  | LCR-Suzuki GSX-R 1000 |
| 2002              | Steve Abbott      | Jamie Biggs       | Windle-Yamaha EXUP    |
| 2003              | Steve Webster     | Paul Woodhead     | LCR-Suzuki GSX-R 1000 |

| Saison | Pilote        | Passager      | Side                  |
| ------ | ------------- | ------------- | --------------------- |
| 2004   | Steve Webster | Paul Woodhead | LCR-Suzuki GSX-R 1000 |

| Saison | Pilote           | Passager          | Side                  |
| ------ | ---------------- | ----------------- | --------------------- |
| 2005   | Tim Reeves       | Tristan Reeves    | LCR-Suzuki GSX-R 1000 |
| 2006   | Tim Reeves       | Tristan Reeves    | LCR-Suzuki GSX-R 1000 |
| 2007   | Tim Reeves       | Patrick Farrance* | LCR-Suzuki GSX-R 1000 |
| 2008   | Pekka Päivärinta | Timo Karttiala    | LCR-Suzuki GSX-R 1000 |
| 2009   | Ben Birchall     | Tom Birchall      | LCR-Suzuki GSX-R 1000 |

* Stuart Graham se blesse durant les essais de la première course à Schleiz. Patrick Farrance le remplace pour la course et pour le reste de la saison.
| Saison          | Pilote                                            | Passager                                          | Side                                              |                                                   |
| --------------- | ------------------------------------------------- | ------------------------------------------------- | ------------------------------------------------- | ------------------------------------------------- |
| 2010            | Pekka Päivärinta                                  | Adolf Hänni                                       | LCR-Suzuki GSX-R1000                              |                                                   |
| 2011            | Pekka Päivärinta                                  | Adolf Hänni                                       | LCR-Suzuki GSX-R1000                              |                                                   |
| 2012            | Tim Reeves                                        | Ashley Hawes                                      | LCR-Suzuki GSX-R1000                              |                                                   |
| 2013            | Pekka Päivärinta                                  | Adolf Hänni                                       | LCR-Suzuki GSX-R1000                              |                                                   |
| 2014            | Tim Reeves                                        | Grégory Cluze                                     | LCR-Kawasaki ZX-10                                |                                                   |
| 2014 (F2)       | Tim Reeves                                        | Grégory Cluze                                     | DMR                                               |                                                   |
| 2015            | Bennie Streuer                                    | Geert Koerts                                      | LCR Suzuki GSX-R1000                              |                                                   |
| 2015 (F2)       | Tim Reeves                                        | Patrick Farrance                                  | DMR-Honda CBR600                                  |                                                   |
| 2016            | Pekka Päivärinta                                  | Kirsi Kainulainen                                 | LCR-BMW S 1000RR                                  |                                                   |
| 2016 (F2)       | Ben Birchall                                      | Tom Birchall                                      | LCR-Honda CBR600                                  |                                                   |
| 600 cm3 4-temps |                                                   |                                                   |                                                   |                                                   |
| 2017            | Ben Birchall                                      | Tom Birchall                                      | LCR-Yamaha YZF-R6                                 |                                                   |
| 2018            | Ben Birchall                                      | Tom Birchall                                      | LCR-Yamaha YZF-R6                                 |                                                   |
| 2019            | Tim Reeves                                        | Mark Wilkes                                       | Adolf RS-Yamaha YZF-R6                            |                                                   |
| 2020            | Saison annulée à cause de la pandémie de Covid 19 | Saison annulée à cause de la pandémie de Covid 19 | Saison annulée à cause de la pandémie de Covid 19 | Saison annulée à cause de la pandémie de Covid 19 |
| 2021            | Markus Schlosser                                  | Marcel Fries                                      | LCR-Yamaha YZF-R6                                 |                                                   |
| 2022            | Todd Ellis                                        | Emmanuelle Clement                                | Yamaha                                            |                                                   |
| 2023            | Todd Ellis                                        | Emmanuelle Clement                                | Yamaha                                            |                                                   |
| 2024            | Harry Payne                                       | Kevin Rousseau                                    | Yamaha YZF-R6                                     |                                                   |

## Divers
Le pilote de side-car le plus titré dans le championnat Superside est Steve Webster, qui a gagné dix championnats du monde entre 1987 et 2004.
Les châssis les plus fameux sont les side-cars LCR (Louis Christen Racing) qui ont remporté 28 championnats entre 1979 et 2011, avec divers moteurs ; Yamaha à l'origine, puis Krauser, Honda et plus récemment des moteurs à quatre temps Suzuki.
Le moteur le plus titré est le moteur BMW 50/2, qui a remporté dix-neuf titres de constructeurs d’affilée de 1955 à 1973. C’est le record à ce jour.
L'équipage Werner Schwärzel (pilote) - Karl Heinz Kleis fut le premier à remporter une course au guidon d'un side-car à moteur deux-temps König (GP d’Allemagne 1974). L'équipage Steve Abbott (pilote) - Jamie Biggs fut le dernier (Championnat du monde Superbike 1999 - 8e course à Brands Hatch). Ils utilisaient un side-car à moteur 2-temps Honda.
Jock Taylor (pilote) et Benga Johansson furent le dernier équipage utilisant un side-car traditionnel à gagner le championnat en 1980 et une course en 1981 (GP d’Autriche).
Pilotes français
- Alain Michel est le seul et unique pilote (et préparateur) de side-car français à avoir remporté un titre de Champion du Monde (en 1990) associé à l’anglais Simon Birchall. Le passager Grégory Cluze est, quant à lui, double Champion du Monde en 2014 avec les titres en F1 et en F2 pilotés par Tim Reeves.
- Parmi les équipages de side-car français de niveau mondial, il faut citer également les équipages Jean Murit-André Emo, Rogliardo-Godillot, le pilote Jacques Drion (c'était avant 1960)[7], ou, dans les années 1970, les pilotes Joël Endewell et Gérard Jumeaux. En 2016, le pilote Sébastien Delannoy et son passager Kevin Rousseau restent deuxièmes pendant toute la première moitié du Championnat du Monde et terminent sur la troisième marche du podium.